# Fachangestellter für Markt- und Sozialforschung
Fachangestellter für Markt- und Sozialforschung (kurz FAMS) ist seit dem 1. August 2006 ein dualer Ausbildungsberuf in Deutschland für die Markt- und Sozialforschung.

## Berufsbildung
Fachangestellte für Markt- und Sozialforschung wirken bei allen Schritten der Durchführung von Markt- und Sozialforschungsprojekten mit. Sie beteiligen sich an der Planung, sammeln, ordnen und bereiten Informationen und Daten über das Marktgeschehen auf. Bei der Umsetzung der Projekte organisieren Fachangestellte für Markt- und Sozialforschung den Einsatz von Interviewern, die sie entsprechend den Projektvorgaben in ihre Arbeit einweisen.
Sie begleiten das Projekt während seiner gesamten Laufzeit, koordinieren anfallende Termine sowie den Einsatz externer Dienstleister.
Auch bei der Auswertung ist die Mitarbeit der Fachangestellten für Markt- und Sozialforschung gefragt. Hier gilt es die Rückläufe von Interviews zu erfassen, Qualitätskontrollen und Plausibilitätsprüfungen durchzuführen, Auswertungsverfahren anzuwenden, die Daten aufzubereiten, zu codieren und zu archivieren. Am Ende von Markt- und Sozialforschungsprojekten bereiten die Fachangestellten Analyseergebnisse auf und stellen diese in Form von Tabellen und Grafiken dar. Sie erstellen Abschlussberichte und deren Zusammenfassungen sowie zielgruppenorientierte Präsentationsunterlagen und sie bereiten Präsentationen organisatorisch vor.
Rangliste der Ausbildungsberufe nach Neuabschlüssen:
|      | Anzahl Ausbildungsverträge | Rang     |
| ---- | -------------------------- | -------- |
| 2009 | 86                         | Rang 227 |
| 2010 | 98                         | Rang 218 |
| 2011 | 90                         | Rang 226 |
| 2012 | 90                         | Rang 219 |
| 2013 | 63                         | Rang 229 |
| 2014 | 78                         | Rang 221 |
| 2015 | 78                         | Rang 213 |
| 2016 | 72                         | Rang 216 |
| 2017 | 51                         | Rang 222 |
| 2018 | 45                         | Rang 233 |
| 2019 | 39                         | Rang 234 |
| 2020 | 24                         | Rang 249 |
| 2021 | 24                         | Rang 242 |
| 2022 | 27                         | Rang 252 |
| 2023 | 26                         | Rang 251 |
| 2024 | 24                         | Rang 242 |

## Arbeitsbereiche
Fachangestellte für Markt- und Sozialforschung sind in Marktforschungsinstituten und in Unternehmen mit eigener Marktforschungsabteilung sowie interner Datenerhebung tätig. Darüber hinaus finden sie im Bereich Unternehmensberatung, in Werbeagenturen sowie Einrichtungen der empirischen Sozial- und Wirtschaftsforschung geeignete Einsatzgebiete. FAMS arbeiten in Industrie-, Dienstleistungs- und Handelsunternehmen aus allen Branchen mit interner Datenerhebung, zum Beispiel Banken, Versicherungen; Einrichtungen der Markt- und Sozialforschung, zum Beispiel in Meinungs- und Sozialforschungsinstituten; in der Unternehmens- und Public-Relationsberatung und Werbegestaltung, zum Beispiel in Werbe- und Media-Agenturen; in der Forschung und Entwicklung in allen wissenschaftlichen Hochschuleinrichtungen; sowie in Einrichtungen des öffentlichen Dienstes, zum Beispiel Behörden auf Bezirks-, Senats- und Bundesebene.

## Arbeitsorte
Fachangestellte für Markt- und Sozialforschung verbringen ihre Arbeitszeit hauptsächlich im Büro vor dem Bildschirm, wo sie Daten recherchieren, auswerten und aufbereiten. Sitzungen und Präsentationen finden in Besprechungsräumen statt. In Schulungsräumen weisen sie Interviewer ein.

## Themen und Schwerpunkte der Ausbildung
- Anwendung Betriebssysteme, Standardsoftware; Daten erfassen, sichern, pflegen und aufbereiten;
- Einordnung von Markt- und Sozialforschung in betriebliche Prozesse und Definition von Anwendungsprozessen;
- Unterscheidung der Methoden, Erhebungstechniken und Untersuchungstypen der qualitativen und quantitativen Primär- und Sekundärforschung;
- Abstimmung von Präsentationsterminen und die organisatorische Vorbereitung der Präsentationen;
- Prüfverfahren für die Eignung von Methoden, Erhebungstechniken und Untersuchungstypen für das jeweilige Projekt;
- Fragebögen und Gesprächsleitfäden gestalten und Probeinterviews vorbereiten, durchführen und Schlussfolgerungen für die eigentliche Erhebung ziehen;
- Plausibilitätsprüfungen durchführen;
- Projektergebnisse für die interne und externe Verwertung aufbereiten;
- Vermittlung von Kenntnissen, um Kapazitäten, Zeitbedarf und Termine zu planen sowie daraus einen Projektablaufplan zu erstellen und abzustimmen;
- Organisation des Einsatzes externer Dienstleister auf vertraglicher Grundlage;
- Koordination der Umsetzung des Projektablaufplans;
- Umsetzung ausgewählter Ergebnisse in Charts und Vorbereitung von Präsentationen und Ergebnisberichten;

In der Mitte des zweiten Ausbildungsjahres wird zur Überprüfung des Ausbildungsstandes eine schriftliche Zwischenprüfung' mit praxisbezogenen Aufgaben durchgeführt. Die Prüfung dauert höchstens 120 Minuten und beinhaltet im praxisbezogenen Teil Aufgaben aus den Feldern „Anwendungsbereiche der Markt- und Sozialforschung“, „Organisation und datenschutzrechtliche Rahmenbedingungen“, „Sekundärstatistiken und Sekundärquellen“ sowie „Wirtschafts- und Sozialkunde“.
Die Abschlussprüfung umfasst vier Prüfungsbereiche, drei Prüfungen in schriftlicher Form und ein fallbezogenes Fachgespräch. In den schriftlichen Prüfungen werden Kenntnisse über praxisbezogene Aufgaben und Fälle abgefragt.